# 永居慎平
永居 慎平（ながい しんぺい）は、日本の男性アニメーター、アニメーション演出家、アニメーション監督である。

## 来歴
1997年にシンエイ動画に入社。クレヨンしんちゃん班の制作進行を11か月務めた後、退社。以降、数々のアニメの制作進行を務めた後ラディクスで制作を担当する。その後、作画・仕上げの下請けを中心とした会社であるブリジットを設立。2006年からはアニメーターとしても活躍するようになり、2014年には自身の初の監督作品となる『犬神さんと猫山さん』を手掛けた。2019年にアニメ業界からの引退を表明していたが、10月から復帰。

## 参加作品

### テレビアニメ
1997年
- クレヨンしんちゃん （制作進行）※1998年まで

1998年
- スーパードール★リカちゃん （制作進行）
- タッチ Miss Lonely Yesterday あれから君は… （制作デスク）

1999年
- 超速スピナー （制作進行）

2001年
- 電脳冒険記ウェブダイバー （制作進行）
- しあわせソウのオコジョさん （制作担当）

2006年
- RED GARDEN （第二原画）
- Ergo Proxy （原画）
- ポケットモンスター ダイヤモンド&パール （原画）

2007年
- 神曲奏界ポリフォニカ （原画）
- BLUE DROP 〜天使達の戯曲〜 （原画）

2008年
- ロザリオとバンパイア （原画）

2009年
- けんぷファー （原画）
- ミチコとハッチン （原画）
- 咲-Saki- （第二原画）

2010年
- BLEACH 斬魄刀異聞篇 （原画）
- 荒川アンダー ザ ブリッジ×ブリッジ （原画）

2012年
- 夏色キセキ （作画監督補佐）
- 松本零士「オズマ」 （作画監督）
- 緋色の欠片 第二章 （演出）
- ハヤテのごとく! CAN'T TAKE MY EYES OFF YOU （原画）

2013年
- PSYCHO-PASS サイコパス （演出・作画監督補佐）
- サムライフラメンコ （演出）
- 絶対防衛レヴィアタン （作画監督補佐）
- 聖闘士星矢Ω （原画）
- 獣旋バトル モンスーノ （原画）

2014年
- ストレンジ・プラス （絵コンテ・演出・作画監督・原画）
- ノブナガ・ザ・フール （原画）
- 妖怪ウォッチ （演出）
- 犬神さんと猫山さん （監督・絵コンテ）
- 旦那が何を言っているかわからない件 （監督・脚本（全話担当）・絵コンテ・演出・原画）

2015年
- 旦那が何を言っているかわからない件 2スレ目 （監督・脚本（全話担当）・絵コンテ・演出・原画）
- ドラえもん （絵コンテ）
- アクエリオンロゴス （絵コンテ・演出）
- GANGSTA. （演出）

2016年
- ネトゲの嫁は女の子じゃないと思った?（絵コンテ・演出）
- スカーレッドライダーゼクス（絵コンテ・演出・演出チーフ）
- ジョジョの奇妙な冒険 ダイヤモンドは砕けない （絵コンテ）
- エンドライド（絵コンテ）
- 斉木楠雄のΨ難（絵コンテ・演出）

2017年
- 南鎌倉高校女子自転車部 （演出）
- MARGINAL#4 KISSから創造るBig Bang（絵コンテ）
- 王室教師ハイネ（絵コンテ・演出）
- バチカン奇跡調査官（助監督・絵コンテ・演出）
- ゲーマーズ!（絵コンテ）
- 食戟のソーマ 餐ノ皿（演出）

2018年
- 邪神ちゃんドロップキック（絵コンテ・演出）
- BANANA FISH（絵コンテ）
- CONCEPTION（絵コンテ）

2019年
- デート・ア・ライブIII（絵コンテ）

2020年
- ファンタシースターオンライン2 エピソード・オラクル（演出・作画監督）
- 邪神ちゃんドロップキック'（絵コンテ）
- number24（絵コンテ）
- 遊☆戯☆王SEVENS（絵コンテ）
- 土下座で頼んでみた（監督・アニマティクスクリエイター・演出・作画監督）

2021年
- 恋と呼ぶには気持ち悪い（監督補佐・演出・作画監督）

2022年
- 幻想三國誌 -天元霊心記-（副監督・演出）

2023年
- 便利屋斎藤さん、異世界に行く（絵コンテ）
- トニカクカワイイ（絵コンテ）
- Dr.STONE NEW WORLD（絵コンテ）
- デッドマウント・デスプレイ（絵コンテ）
- アリス・ギア・アイギス Expansion（絵コンテ）
- 江戸前エルフ（絵コンテ）
- 異世界召喚は二度目です（絵コンテ）
- 贄姫と獣の王（絵コンテ・演出）

2024年
- 2.5次元の誘惑（絵コンテ）
- 魔王2099（絵コンテ）
- デリコズ・ナーサリー（絵コンテ）
- やり直し令嬢は竜帝陛下を攻略中（絵コンテ）
- 魔法使いになれなかった女の子の話（絵コンテ）

2025年
- 花は咲く、修羅の如く（絵コンテ）
- 男女の友情は成立する?（いや、しないっ!!）（絵コンテ）

### 劇場アニメ
1998年
- クレヨンしんちゃん 電撃!ブタのヒヅメ大作戦 （制作進行）

### Webアニメ
2024年
- Duel Masters LOST 〜追憶の水晶〜（絵コンテ）